# Beroepssporter

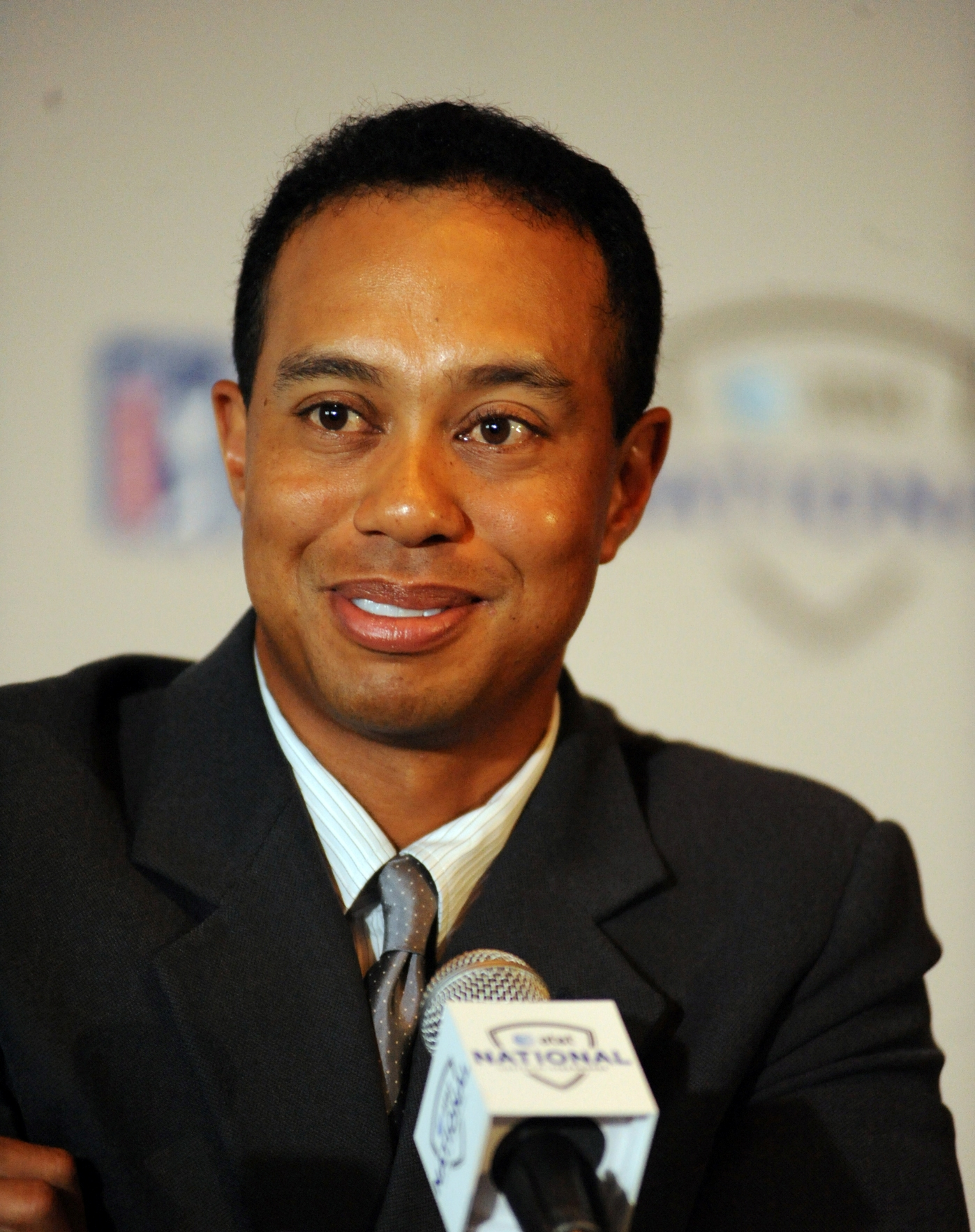
Tiger Woods is een beroepssporter.

Een beroepssporter is iemand die beroepsmatig een sport beoefent om er als werknemer of zelfstandige een inkomen mee te verdienen. Dit in tegenstelling tot een amateur, die sport als liefhebberij beoefent.
Oorspronkelijk waren sporters bijna allemaal amateur die het niet om het geld ging, maar met de opkomst van de commercie is er veel te verdienen in de sport. Nu zijn topsporters in sommige sporten veelverdieners en kunnen ook de subtoppers er soms nog een ruim inkomen mee verdienen.